# Miraguaí
Miraguaí é um município brasileiro do estado do Rio Grande do Sul.